# Он-Арча
Он-Арча (в переводе с киргизского языка означает «Десять можжевельников») — село и сельский округ в Нарынском районе Нарынской области на севере Кыргызстана.

## География
Село находится у реки Он-Арча (длина 75 км), которая впадает в реку Нарын.

## История
В 1953 году советский археолог и историк А. Н. Бернштам у реки Он-Арча вблизи села открыл каменные орудия труда эпохи палеолита (древних людей, обитавших около 100 тыс. лет назад). Существует мнение о том, что техника обработки орудия может указывать на время его изготовления 300 тыс. лет тому назад.
В советское время село было известно также как колхоз «Коммунизм» и село «Эчки-Башы» (в переводе с кыргызского — «Голова горной козы»).